# World Professional Billiards and Snooker Association
La World Professional Billiards and Snooker Association (WPBSA) es la institución que gobierna tanto el snooker como el billar inglés. Con sede en Brístol, tiene a Jason Ferguson como presidente. Se fundó en 1946 bajo el nombre de Professional Billiard Players Association y el apadrinamiento de Joe Davis. Tras varios años de inactividad, resurgió en 1968 y fue renombrada al nombre actual en 1970.
La WPBSA elabora y publica las reglas oficiales de ambos deportes. Promueve su desarrollo global a nivel de base, aficionado y profesional; hace cumplir las normas de conducta y disciplina a los jugadores que las infringen; y trabaja para combatir la corrupción, por ejemplo investigando las irregularidades en las apuestas. Además, participa en el desarrollo de entrenadores y la formación de árbitros.
La WPBSA posee una participación del 26% en World Snooker Ltd, que organiza el circuito profesional World Snooker Tour. También apoya el World Women's Snooker, el World Disability Billiards and Snooker y el billar inglés a través de World Billiards.

## Visión general
Segundo sus finanzas del año 2019, las principales actividades de la asociación son "la gobernanza del snooker y el billar profesionales a través de la regulación y aplicación de las reglas de la asociación, el desarrollo del snooker y el billar como deporte y la sanción del Tour Profesional de Snooker". El organismo rector para el aspecto no profesional del snooker y el billar es la Federación Internacional de Billar y Snooker (IBSF).
La WPBSA cuenta con varias organizaciones asociadas, a saber:
- El World Snooker Tour[n 3] es responsable de organizar y administrar el circuito profesional con y sin ranking, incluyendo el Abierto Mundial, Campeonato del Reino Unido, Abierto de China y el Abierto de Gales, además del Campeonato Mundial de Snooker;[6][7]

- World Billiards supervisa los campeonatos de ranking de billar inglés y el propio ranking. Se estableció como una sociedad limitada en 2011, siendo la único accionista la WPBSA;[8][9]

- World Women's Snooker[n 4] supervisa los campeonatos de ranking y el propio ranking de snooker femenino;[10] y

- World Disability Billiards and Snooker[n 5] es una subsidiaria de la WPBSA establecida en 2015 con el objetivo de crear oportunidades para personas con discapacidad que juegan a juegos de billar.[11][12]